# Máté Kiss
Dans le nom hongrois Kiss Máté, le nom de famille précède le prénom, mais cet article utilise l’ordre habituel en français Máté Kiss, où le prénom précède le nom.
Máté Kiss, né le 30 avril 1991, est un footballeur hongrois. Il joue au poste de milieu de terrain avec l'équipe hongroise de Győr ETO FC.

## Biographie

### En club
Máté Kiss commence le football dans le club hongrois de Győr ETO FC de sa ville natale en 2007.
Il débute très tôt en professionnel le 16 mai 2008 contre Újpest Football Club en Soproni Liga, il est alors âgé de 17 ans. Il dispute deux matchs lors de cette saison. 
Après une rétrogradation en équipe réserve lors de la saison 2008-09, Máté Kiss postule pour une place de joueur de rotation au sein de l'équipe professionnelle pour cette nouvelle saison 2009-10.

### En équipe nationale
En 2007-2008, il est sélectionné tout au long de la saison avec l'équipe de Hongrie des moins de 17 ans pour participer Championnat d'Europe des moins de 17 ans, mais malheureusement la Hongrie ne se qualifie pas pour la phase finale, Máté joue seulement les qualifications avec six matchs.
En 2009, Máté participe à la Coupe du monde des moins de 20 ans en Égypte, il y dispute cinq matchs pour inscrire un but contre la Tchéquie en huitième de finale. La Hongrie terminera troisième de la Coupe du monde.

## Palmarès

### En équipe

#### En sélection nationale
- Hongrie - 20 ans
  - Coupe du monde - 20 ans
    - Troisième : 2009.

## Carrière
| Saison    | Club        | Pays         | Championnat       | Coupe nationale | Coupe continentale | Sélection Hongrie |
| --------- | ----------- | ------------ | ----------------- | --------------- | ------------------ | ----------------- |
| 2007-2008 | Győr ETO FC | Soproni Liga | 2 matchs          | ?               | -                  | -                 |
| 2008-2009 | Győr ETO FC | Soproni Liga | 6 matchs / 1 but  | ?               | -                  | -                 |
| 2009-2010 | Győr ETO FC | Soproni Liga | 9 matchs          | ?               | -                  | -                 |
| 2010-2011 | Győr ETO FC | Soproni Liga | 18 matchs / 1 but | ?               | -                  | -                 |
| 2011-2012 | Győr ETO FC | Soproni Liga | 5 matchs          | ?               | -                  | -                 |

Dernière mise à jour le 16 juin 2012